# Kosmopoisk

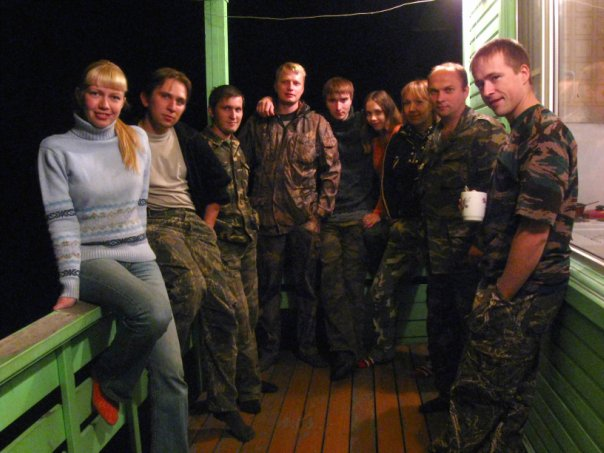
Vologda cosmopoisk Trên Núi Maura 2009

Kosmopoisk (tiếng Nga: «Космопо́иск», tên đầy đủ: Общеросси́йская нау́чно-иссле́довательская обще́ственная организа́ция, ОНИОО, được dịch thành "Tổ chức Cộng đồng Nghiên cứu Toàn nước Nga"), còn gọi là Spacesearch, là một nhóm quan tâm đến nghiên cứu UFO, động vật học thần bí và điều tra hiện tượng huyền bí khác. Tổ chức này bắt đầu vào năm 1980 và mở rộng vào năm 2001 để rồi trở thành một phong trào quốc tế. Năm 2004, nhóm đăng ký dưới cái tên Tổ chức Khoa học Toàn nước Nga. Kosmopoisk hiện có hơn 2.500 thành viên tích cực, trong hơn 100 nhóm ở 25 quốc gia. Nhóm còn tự tổ chức hơn 250 chuyến thám hiểm đến các địa điểm được cho là có liên quan đến hoạt động của người ngoài hành tinh hoặc sinh vật dị thường ở Nga.

## Tổng quan
Tổ chức này do nhà văn khoa học viễn tưởng người Nga Alexander Kazantsev, kỹ sư hàng không vũ trụ Vadim Chernobrov, phi hành gia Georgy Beregovoy và những người đam mê khác lập nên nhằm khám phá những bí ẩn của vũ trụ và tự nhiên, nghiên cứu những cách phát triển công nghệ vũ trụ mới và làm việc để tạo ra bước đột phá. ngành khoa học. Năm 1945, Kanzanstev bắt đầu nghiên cứu sự kiện Tunguska năm 1908 và liên kết nó với một vụ va chạm và vụ nổ UFO. Hai năm sau, có những vụ nhìn thấy UFO ở Mỹ.
Năm 1980, Chernobrov và các đồng nghiệp của ông từ Viện Hàng không Moskva đã thành lập một nhóm với mục tiêu thu thập thông tin về UFO và các sự kiện dị thường ở Liên Xô, phát triển thiết bị Lovondatr (còn được gọi là "xe thời gian") và gửi các đoàn thám hiểm nhằm khám phá những vùng dị thường hứa hẹn nhất. Năm 2004, nhóm tự đăng ký là Kosmopoisk (Tổ chức Khoa học Toàn nước Nga). Họ coi mình là tổ chức nghiên cứu công cộng phi thương mại lớn nhất trên thế giới.
Một sự kiện thường niên khác là chuyến thám hiểm "giám sát" tới miền Nam nước Nga, chủ yếu là tới Krasnodar Krai để điều tra vòng tròn đồng ruộng trước khi chúng bị khách du lịch hủy hoại. Nhóm còn triển khai "UfoSETI" nhằm mục đích thu thập và phân tích các báo cáo về phát hiện UFO và khám phá vòng tròn đồng ruộng ở Nga. Từ năm 2002 đến năm 2003, nhóm đã thực hiện các chuyến thám hiểm đến Hồ Brosno ở tỉnh Tver để tìm kiếm sinh vật dưới nước mang tên Rồng Brosno hoặc "Brosnya".